# Chabib Nurmagomedov
Chabib Abdulmanapovitj Nurmagomedov (ryska: Хабиб Абдулманапович Нурмагомедов), född 20 september 1988 i Sildi, är en rysk före detta MMA-utövare som 2012–2020 tävlade i organisationen Ultimate Fighting Championship och mellan 7 april 2018 och 24 oktober 2020 var mästare i lättvikt.

## Karriär
Efter vinsten mot Justin Gaethje vid UFC 254 den 24 oktober 2020 tillkännagav Chabib att det var hans sista fight inom MMA.

## Kontroverser

### Bussattacken vidUFC 223
Chabib och Artiom Lobov hade en mindre sammandrabbning 3 april 2018 som spelades in och spreds till allmänheten. Som svar på det kom Conor McGregor tillsammans med cirka 20 andra till Barklays Center där Nurmagomedov slutfört sina pressåtaganden inför UFC 223 för dagen och var på väg att lämna arenan i en buss. McGregor kastade en säckkärra mot fönstret på bussen och försökte även plocka upp andra saker och kasta dem mot bussen. I bussen satt även andra MMA-atleter som skulle delta på UFC 223: Rose Namajunas, Al Iaquinta, Karolina Kowalkiewicz, Ray Borg och Michael Chiesa. Av dessa skadades Chiesa och Borg av glassplitter och tvingades uppsöka sjukhus. Kort därefter tvingades de båda dra sig ur sin respektive match på inrådan av NYSAC (New York Athletic Commission) och UFC:s egna läkare. Även Lobov ströks från kortet på grund av sin inblandning i bråket.
Som en följd av attacken åtalades McGregor för tre fall av assault (ungefär motsvarande överfall) och tre fall av criminal mischief (ungefär motsvarande vandalism).
Chiesa lät sedan 12 september 2018 meddela att han stämde McGregor för "sveda och värk samt förlust av livsglädje (pain, suffering and a loss of enjoyment of life).

### UFC 229-incidenten
Efter att Nurmagomedov besegrat McGregor 6 oktober 2018 vid UFC 229 hoppade han ut ur oktagonen och rusade mot Dillon Danis, då i McGregors hörna, som provocerat Nurmagomedov verbalt. Ett gruff uppstod mellan McGregor och Nurmagomedovs kusin Abubakar Nurmagomedov där Mcgregor slog ett slag mot Abubakar, och Abubakar svarade med att slå tillbaka. Efter det attackerades McGregor av två ur Nurmagomedovs hörna, Zubajra Tuchugov och Esed Emiragajev.
Nurmagomedovs betalning hölls inne medan NSAC (Nevada State Athletic Commission) undersökte hans roll i det hela. På presskonferensen efter galan bad Nurmagomedov om ursäkt till NSAC och sa att han provocerats av McGregors uttalanden och bussattacken vid UFC 223.
"You cannot talk about religion. You cannot talk about nation. Guys, you cannot talk about these things. This is very important to me" 
(Du kan inte prata om religion. Du kan inte prata om nation. Du kan inte prata om de här sakerna. De är väldigt viktiga för mig)–Chabib vid presskonferensen

#### Efterspel
NSAC beslutade 29 januari 2019 att Nurmagomedov skulle dömas till nio månaders suspendering och en bot om $500 000. Suspenderingen gällde retroaktivt från 6 oktober 2018 och han tilläts tävla i staten igen 6 juli 2019.

## Tävlingsfacit
| Resultat | Facit | Motståndare             | Metod                         | Evenemang                                       | Datum             | Rond | Tid  | Plats                               | Notering                                               |
| -------- | ----- | ----------------------- | ----------------------------- | ----------------------------------------------- | ----------------- | ---- | ---- | ----------------------------------- | ------------------------------------------------------ |
| Vinst    | 1–0   | Vüsjal Bajramov         | Submission (rear-naked)       | CSFU: Champions League                          | 13 september 2008 | 2    | 2:20 | Poltava, Ukraina                    |                                                        |
| Vinst    | 2–0   | Magomed Magomedov       | Domslut (enhälligt)           | Pankration Atrium Cup 1                         | 11 oktober 2008   | 2    | 5:00 | Moskva, Ryssland                    |                                                        |
| Vinst    | 3–0   | Ramazan Kurbanismailov  | Domslut (enhälligt)           | Pankration Atrium Cup 1                         | 11 oktober 2008   | 2    | 5:00 | Moskva, Ryssland                    |                                                        |
| Vinst    | 4–0   | Sjamil Abdulkerimov     | Domslut (enhälligt)           | Pankration Atrium Cup 1                         | 11 oktober 2008   | 2    | 5:00 | Moskva, Ryssland                    |                                                        |
| Vinst    | 5–0   | Said Achmed             | TKO (slag)                    | Tsumada Fighting Championship 3                 | 8 augusti 2009    | 1    | 2:05 | Agvali, Ryssland                    |                                                        |
| Vinst    | 6–0   | Eldar Eldarov           | TKO (slag)                    | Tsumada Fighting Championship 3                 | 8 augusti 2009    | 2    | 2:44 | Agvali, Ryssland                    |                                                        |
| Vinst    | 7–0   | Sjachbulat Sjamchalajev | Submission (kimura)           | M-1 Challenge: 2009 Selections 9                | 3 november 2009   | 1    | 4:36 | Sankt Petersburg, Ryssland          |                                                        |
| Vinst    | 8–0   | Ali Bagov               | Domslut (enhälligt)           | Golden Fist Russia                              | 10 juni 2010      | 2    | 5:00 | Moskva, Ryssland                    |                                                        |
| Vinst    | 9–0   | Vitalij Ostrovskij      | TKO (slag)                    | M-1 Selection Ukraine 2010: Clash of the Titans | 18 september 2010 | 1    | 4:06 | Kiev, Ukraina                       |                                                        |
| Vinst    | 10–0  | Aleksandr Agafonov      | TKO (hörnan bryter)           | M-1 Selection Ukraine 2010: The Finals          | 12 februari 2011  | 2    | 5:00 | Kiev, Ukraina                       |                                                        |
| Vinst    | 11–0  | Said Chalilov           | Submission (kimura)           | ProFC: Union Nation Cup 14                      | 9 april 2011      | 1    | 3:16 | Rostov-na-Donu, Ryssland            |                                                        |
| Vinst    | 12–0  | Asjot Sjahinyan         | KO (slag)                     | ProFC: Union Nation Cup 15                      | 6 maj 2011        | 1    | 2:18 | Simferopol, Ukraina                 |                                                        |
| Vinst    | 13–0  | Kadzjik Abadzjjan       | Submission (triangel)         | ProFC: Union Nation Cup Final                   | 2 juli 2011       | 1    | 4:28 | Rostov-na-Donu, Ryssland            |                                                        |
| Vinst    | 14–0  | Hamiz Mamedov           | Submission (triangel)         | ProFC: Battle on Don                            | 5 augusti 2011    | 1    | 3:51 | Rostov-na-Donu, Ryssland            |                                                        |
| Vinst    | 15–0  | Vadim Sandulskij        | Submission (triangel)         | ProFC / GM Fight: Ukraine Cup 3                 | 15 september 2011 | 1    | 3:01 | Odessa, Ukraina                     |                                                        |
| Vinst    | 16–0  | Arymarcel Santos        | TKO (slag)                    | ProFC 36: Battle on the Caucas                  | 22 oktober 2011   | 1    | 3:33 | Chasavjurt, Ryssland                |                                                        |
| Vinst    | 17–0  | Kamal Shalorus          | Submission (rear-naked)       | UFC on FX: Guillard vs. Miller                  | 20 januari 2012   | 3    | 2:08 | Nashville, TN, USA                  | Debut i UFC.                                           |
| Vinst    | 18–0  | Gleison Tibau           | Domslut (enhälligt)           | UFC 148                                         | 7 juli 2012       | 3    | 5:00 | Las Vegas, NV, USA                  |                                                        |
| Vinst    | 19–0  | Thiago Tavares          | KO (slag och armbågar)        | UFC on FX: Belfort vs. Bisping                  | 19 januari 2013   | 1    | 1:55 | São Paulo, Brasilien                |                                                        |
| Vinst    | 20–0  | Abel Trujillo           | Domslut (enhälligt)           | UFC 160                                         | 25 maj 2013       | 3    | 5:00 | Las Vegas, NV, USA                  |                                                        |
| Vinst    | 21–0  | Pat Healy               | Domslut (enhälligt)           | UFC 165                                         | 21 september 2013 | 3    | 5:00 | Toronto, Kanada                     |                                                        |
| Vinst    | 22–0  | Rafael dos Anjos        | Domslut (enhälligt)           | UFC on Fox: Werdum vs. Browne                   | 19 april 2014     | 3    | 5:00 | Orlando, FL, USA                    |                                                        |
| Vinst    | 23–0  | Darrell Horcher         | TKO (slag)                    | UFC on Fox: Teixeira vs. Evans                  | 16 april 2016     | 2    | 3:38 | Tampa, FL, USA                      |                                                        |
| Vinst    | 24–0  | Michael Johnson         | Submission (kimura)           | UFC 205                                         | 12 november 2016  | 3    | 2:31 | New York, NY, USA                   |                                                        |
| Vinst    | 25–0  | Edson Barboza           | Domslut (enhälligt)           | UFC 219                                         | 30 december 2017  | 3    | 5:00 | Las Vegas, NV, USA                  |                                                        |
| Vinst    | 26–0  | Al Iaquinta             | Domslut (enhälligt)           | UFC 223                                         | 7 april 2018      | 5    | 5:00 | New York, NY, USA                   | Blev UFC-mästare i lättvikt.                           |
| Vinst    | 27–0  | Conor McGregor          | Submission (neck crank)       | UFC 229                                         | 6 oktober 2018    | 4    | 3:03 | Las Vegas, NV, USA                  | Försvarade titeln i lättvikt.                          |
| Vinst    | 28–0  | Dustin Poirier          | Submission (rear-naked)       | UFC 242                                         | 7 september 2019  | 3    | 2:06 | Abu Dhabi, Förenade Arabemiraten    | Försvarade titeln i lättvikt.                          |
| Vinst    | 29–0  | Justin Gaethje          | Teknisk submission (triangel) | UFC 254                                         | 24 oktober 2020   | 2    | 1:34 | Fight Island, Förenade Arabemiraten | Försvarade titeln i lättvikt. Performance of the Night |